# Maiden Rock
Maiden Rock és una població dels Estats Units a l'estat de Wisconsin. Segons el cens del 2000 tenia 121 habitants.

## Demografia
Segons el cens del 2000, Maiden Rock tenia 121 habitants, 54 habitatges, i 30 famílies. La densitat de població era de 41,3 habitants per km².
Dels 54 habitatges en un 24,1% hi vivien nens de menys de 18 anys, en un 31,5% hi vivien parelles casades, en un 16,7% dones solteres, i en un 44,4% no eren unitats familiars. En el 29,6% dels habitatges hi vivien persones soles el 5,6% de les quals corresponia a persones de 65 anys o més que vivien soles. El nombre mitjà de persones vivint en cada habitatge era de 2,24 i el nombre mitjà de persones que vivien en cada família era de 2,77.
Per edats la població es repartia de la següent manera: un 24,8% tenia menys de 18 anys, un 9,1% entre 18 i 24, un 28,9% entre 25 i 44, un 25,6% de 45 a 60 i un 11,6% 65 anys o més.
L'edat mediana era de 38 anys. Per cada 100 dones de 18 o més anys hi havia 85,7 homes.
La renda mediana per habitatge era de 40.625 $ i la renda mediana per família de 55.000 $. Els homes tenien una renda mediana de 31.250 $ mentre que les dones 28.750 $. La renda per capita de la població era de 22.781 $. Aproximadament el 2,3% de les famílies i el 2,3% de la població estaven per davall del llindar de pobresa.

## Poblacions més properes
El següent diagrama mostra les poblacions més properes.